# Oscar szachowy
Oscar szachowy (ang. Chess Oscar) – nagroda przyznawana pod koniec każdego roku przez arcymistrzów i dziennikarzy szachowych dla najlepszego szachisty roku poprzedniego. Pierwsza (nieoficjalna) edycja zorganizowana została w roku 1967 w czasie trwania międzynarodowego turnieju w Palmie de Mallorce, a jego zwycięzcą został Bent Larsen. W następnym roku konkurs odbył się po raz pierwszy pod egidą Międzynarodowej Federacji Szachowej. W latach 1989–1994 nagrody nie przyznawano, natomiast od roku 1995 wybory koordynowane są przez dziennikarzy rosyjskiego wydawnictwa 64.
W dotychczasowej historii przyznawania szachowych oscarów najwięcej statuetek (11) otrzymał Garri Kasparow. Pomiędzy 1982 a 1988 siedmiokrotnie przeprowadzono edycję konkursu dla najlepszych szachistek, zwyciężczyniami zostały wówczas: Nona Gaprindaszwili (1982), Pia Cramling (1983), Maja Cziburdanidze (1984, 1985, 1986, 1987) i Judit Polgar (1988).

## Lista oficjalnych zwycięzców
| Lp | Rok  | I miejsce         | II miejsce            |
| -- | ---- | ----------------- | --------------------- |
| 1  | 1968 | Borys Spasski     | Wiktor Korcznoj       |
| 2  | 1969 | Borys Spasski     | Wiktor Korcznoj       |
| 3  | 1970 | Bobby Fischer     | Borys Spasski         |
| 4  | 1971 | Bobby Fischer     | Tigran Petrosjan      |
| 5  | 1972 | Bobby Fischer     | Borys Spasski         |
| 6  | 1973 | Anatolij Karpow   | Borys Spasski         |
| 7  | 1974 | Anatolij Karpow   | Wiktor Korcznoj       |
| 8  | 1975 | Anatolij Karpow   | Ljubomir Ljubojević   |
| 9  | 1976 | Anatolij Karpow   | Bent Larsen           |
| 10 | 1977 | Anatolij Karpow   | Wiktor Korcznoj       |
| 11 | 1978 | Wiktor Korcznoj   | Anatolij Karpow       |
| 12 | 1979 | Anatolij Karpow   | Michaił Tal           |
| 13 | 1980 | Anatolij Karpow   | Wiktor Korcznoj       |
| 14 | 1981 | Anatolij Karpow   | Jan Timman            |
| 15 | 1982 | Garri Kasparow    | Anatolij Karpow       |
| 16 | 1983 | Garri Kasparow    | Anatolij Karpow       |
| 17 | 1984 | Anatolij Karpow   | Garri Kasparow        |
| 18 | 1985 | Garri Kasparow    | Anatolij Karpow       |
| 19 | 1986 | Garri Kasparow    | Anatolij Karpow       |
| 20 | 1987 | Garri Kasparow    | Anatolij Karpow       |
| 21 | 1988 | Garri Kasparow    | Anatolij Karpow       |
| 22 | 1995 | Garri Kasparow    | Anatolij Karpow       |
| 23 | 1996 | Garri Kasparow    | Weselin Topałow       |
| 24 | 1997 | Viswanathan Anand | Garri Kasparow        |
| 25 | 1998 | Viswanathan Anand | Aleksander Morozewicz |
| 26 | 1999 | Garri Kasparow    | Władimir Kramnik      |
| 27 | 2000 | Władimir Kramnik  | Viswanathan Anand     |
| 28 | 2001 | Garri Kasparow    | Władimir Kramnik      |
| 29 | 2002 | Garri Kasparow    | Peter Leko            |
| 30 | 2003 | Viswanathan Anand | Piotr Swidler         |
| 31 | 2004 | Viswanathan Anand | Garri Kasparow        |
| 32 | 2005 | Weselin Topałow   | Viswanathan Anand     |
| 33 | 2006 | Władimir Kramnik  | Weselin Topałow       |
| 34 | 2007 | Viswanathan Anand | Władimir Kramnik      |
| 35 | 2008 | Viswanathan Anand |                       |
| 36 | 2009 | Magnus Carlsen    | Władimir Kramnik      |
| 37 | 2010 | Magnus Carlsen    | Viswanathan Anand     |
| 38 | 2011 | Magnus Carlsen    | Boris Gelfand         |
| 39 | 2012 | Magnus Carlsen    | Viswanathan Anand     |